# Оріт Струк
Орі́т Малка́ Струк (івр. אורית מלכה סטרוּק; нар. 15 березня 1960, Єрусалим) — ізраїльська політична діячка, депутат Кнесету від партії «Га-Ціонут га-датіт». З 29 грудня 2022 року обіймає посаду міністерки з питань поселень і національних місій Ізраїлю. Станом на 2013 рік Струк була жителькою Авраам-Авеїну (єврейський квартал у місті Хеврон). Має 11 дітей і 12 онуків.